# 348 Dywizja Piechoty (III Rzesza)
348 Dywizja Piechoty (niem. 348. Infanterie-Division) – niemiecka dywizja z czasów II wojny światowej, sformowana w rejonie Dieppe na mocy rozkazu z 3 października 1942 roku, poza falą mobilizacyjną przez XII Okręg Wojskowy.

## Struktura organizacyjna
- Struktura organizacyjna w październiku 1942 roku:

863. i 864. forteczny pułk piechoty, 348. pułk artylerii, 348. batalion pionierów, 348. oddział łączności;
- Struktura organizacyjna w lipcu 1943 roku:

863. i 864. forteczny pułk grenadierów, 348. pułk artylerii, 348. batalion pionierów, 348. oddział łączności, 348. polowy batalion zapasowy;
- Struktura organizacyjna w styczniu 1944 roku:

863. i 864. forteczny pułk grenadierów, 348. pułk artylerii, 348. batalion pionierów, 348. oddział przeciwpancerny, 348. oddział łączności, 348. polowy batalion zapasowy;

## Dowódcy dywizji
- Generalleutnant Karl Gümbel 27 IX 1942 – 5 II 1944;
- Generalleutnant Paul Seyffardt 5 II 1944 – IX 1944;